# أريج (اسم)
أَرِيج هو اسم علم مؤنث من أصل عربي، جاء الاسم على صيغة فعيل، ومعناه هو افَوَحان العطر الطيب.

## الأصل اللغوي
الأَرَجًُ: نَفْحَةُ الريحِ الطيبة. الأَرِيجُ والأَرِيجةًُ: الريحُ الطيبةً، وجمعها الأَرائِجُ؛ يَأْرَجُ أَرَجًا، فهو أَرِجٌ: فاحَ؛ قال أَبو ذؤيب: كَأَنَّ عليها بَالَةً لَطَمِيَّةً، لها، من خِلالِ الدَّأْيَتَيْنِ، أَرِيجُ وقال: أَرِجَ البيتُ يَأْرَجًُ، فهو أَرِجٌ بريح طيبة. والأَرَجُ والأَريجًُ: تَوَهُّجُ ريح الطيب. والتَّأْريجًُ: شِبْهُ التَّأْرِيشِ في الحرب؛ قال العجاج: إِنَّا إِذا مُذْكي الحُرُوبِ أَرَّجَا وأَرَّجْتُ بين القوم تأْرِيجاً إِذا أَغريت بينهم. وهَيَّجْتَ مثل أَرَّشْتَ؛ قال أَبو سعيد: ومنه سمي المُؤَرِّجُ الذُّهْلِيُّ جَدُّ المُؤَرِّج الراوية، وذلك أَنه أَرَّجَ الحرب بين بكر وتغلب. وفي الحديث: لمَّا جاءَ نَعِيُّ عمر  إِلى المدائن أَرِجَ النَّاسُ أَي ضَجُّوا بالبكاء؛ قال: وهو من أَرِجَ الطيبُ إِذا فاح. وأَرَّجْتُ الحربَ إِذا أَثَرْتَها.